# Los Cerritos, San Luis Potosí
Los Cerritos är en ort i Mexiko.   Den ligger i kommunen Ahualulco och delstaten San Luis Potosí, i den centrala delen av landet, 400 km nordväst om huvudstaden Mexico City. Los Cerritos ligger 2 099 meter över havet och antalet invånare är 128.
Terrängen runt Los Cerritos är huvudsakligen kuperad, men norrut är den platt. Runt Los Cerritos är det glesbefolkat, med 15 invånare per kvadratkilometer. Närmaste större samhälle är El Cúcamo, 9,8 km öster om Los Cerritos. Omgivningarna runt Los Cerritos är i huvudsak ett öppet busklandskap.